# Papagájricsóka
A papagájricsóka (Psarisomus dalhousiae) a madarak osztályának verébalakúak (Passeriformes) rendjébe a ricsókafélék (Eurylaimidae) családjába tartozó Psarisomus nem egyetlen faja.

## Rendszerezése
A fajt Robert Jameson skót természettudós írta le 1835-ben, az Eurylaimus nembe Eurylaimus dalhousiae néven.

## Alfajai
- Psarisomus dalhousiae borneensis Hartert, 1904
- Psarisomus dalhousiae cyanicauda Riley, 1935
- Psarisomus dalhousiae dalhousiae (Jameson, 1835)
- Psarisomus dalhousiae divinus Deignan, 1947
- Psarisomuss dalhousiae psittacinus (S. Muller, 1836)[2]

## Előfordulása
Dél- és Délkelet-Ázsiában, Banglades, Bhután, Kambodzsa, Kína, India, Indonézia, Laosz, Malajzia, Mianmar, Nepál, Thaiföld és Vietnám területén honos. 
A természetes élőhelye szubtrópusi és trópusi síkvidéki- és hegyi esőerdők, édesvizű tavak, folyók és patakok környéke, valamint vidéki kertek. Állandó nem vonuló faj.

## Megjelenése
Testhossza 26 centiméter, hosszú farkát is beleértve, testtömege 64-67 gramm. A nemek hasonlóak. Feje fekete, fehér foltokkal, háta, szárnya és farka zöld.

## Életmódja
Főként rovarokkal táplálkozik, de fogyaszt gyümölcsöket és bogyót is.

## Szaporása
A fészke körte alakú és ágakról lóg le.
|  |